# Frans Jennings
Frans Jennings, född 1692 i Belfast, död 19 juli 1754 på Skånelaholm, var en svensk affärsman och bruksägare. 

## Biografi
Frans Jennings var son till Francis Jennings, som vidare var son till John Jennings. Frans Jennings var den första i den svenska adelsätten Jennings. Hans naturalisation som svensk adelsman skedde 1742, då hade han vistats i Sverige i 23 år. Frans Jennings gjorde sig en förmögenhet genom export av järn, huvudsakligen stångjärn. Efter 1730 var Jennings företag den mest betydande i Stockholms export av järn, och från 1740-talets mitt var den betydligt större än hans närmaste konkurrenters. Omkring 90 procent av Jennings export gick till brittiska hamnar och även till födelsestaden Belfast.
På 1740-talet förvärvade Frans Jennings lantslottet Skånelaholm i Uppland som sedermera skulle stanna under lång tid i Jennings släkt. Han gjorde Skånellaholm till fideikommiss för sin ätt. År 1751 övertog han Forsmarks bruk samtidigt fick han kommerseråds titel och 1752 förvärvade han Ströms bruk. Han ägde även masugnar i Finland. Möjligtvis hade han samarbete med skotten Robert Finlay som 1752 ledde till bildandet av företaget Jennings & Finlay.
Jennings gifte sig 1729 med Maria Christina Bedoire (1711–1742), dotter till Jean Bedoire den yngre och Maria Juliana Paradis. I äktenskapet föddes flera barn. Jennings är begraven i Skånela kyrka.